# ザ・グレイテスト (坂本龍一のアルバム)
『ザ・グレイテスト』（英語: THE GREATEST）は、日本の作曲家である坂本龍一の8枚目のベスト・アルバム。
1998年3月28日にヴァージン・レコードからリリースされた。一部ウェブサイトやオンラインショップでは『グレイテスト』と表記されている。
本作は、坂本が1988年から1991年まで在籍していたヴァージン・ジャパンから発表された楽曲を時系列に収録されている。

## リリース
1998年3月28日にヴァージン・レコードから、ベスト・アルバムシリーズ『ザ・グレイテスト』の1つとして、日本限定でCDのみリリースされた。

## 批評
| 専門評論家によるレビュー | 専門評論家によるレビュー |
| レビュー・スコア         | レビュー・スコア         |
| 出典                     | 評価                     |
| ------------------------ | ------------------------ |
| CDジャーナル             | 肯定的                   |

『CDジャーナル』は、総評として「ベストといっても、『メリー・クリスマス・ミスター・ローレンス〜テーマ』『ザ・シェルタリング・スカイ〜テーマ』『ウィ・ラヴ・ユー (エディテッド・トーキング・ドラムス・ミックス)』『サヨナラ (イングリッシュ・ヴァージョン)』『ハイ・タイド (イングリッシュ・ヴァージョン)』『ハートビート (クラブ・ミックス)』はオリジナルとは別のヴァージョンを収録しているので、マニアにはうれしい1枚」と全体的に肯定的な評価を下している。

## 収録曲
| #         | タイトル | 作詞                                                                                               | 作曲                                                                                               | 収録作品                                           | 時間  |
| --------- | --- | -------------------------------------------------------------------------------------------------- | -------------------------------------------------------------------------------------------------- | -------------------------------------------------- | ----- |
| 1.        | 「メリー・クリスマス・ミスター・ローレンス -テーマ- (ライヴ)」(Merry Christmas Mr. Lawrence -Theme- (Live))   | | 坂本龍一                                                                                           | ライヴ・アルバム『プレイング・ジ・オーケストラ』   | 4:40  |
| 2.        | 「ザ・シェルタリング・スカイ -テーマ- (ピアノ・ヴァージョン)」(The Sheltering Sky -Theme- (Piano Version))    | | 坂本龍一                                                                                           | サウンドトラック『シェルタリング・スカイ』         | 4:16  |
| 3.        | 「ウィ・ラヴ・ユー (エディティッド・トーキング・ドラムス・ミックス)」(We Love You (Edited Talking Drums Mix)) | ミック・ジャガー キース・リチャード                                                                | ミック・ジャガー キース・リチャード                                                                | シングル『ウィ・ラヴ・ユー』                       | 4:52  |
| 4.        | 「ユー・ドゥ・ミー」(You Do Me)                                                                               | 坂本龍一 ラリー・ホワイト カーク・クランパー ジェフリー・コーヘン 我如古より子 古謝美佐子 玉城一美 | 坂本龍一 ラリー・ホワイト カーク・クランパー ジェフリー・コーヘン 我如古より子 古謝美佐子 玉城一美 | シングル『ユー・ドゥ・ミー』                       | 5:04  |
| 5.        | 「コーリング・フロム・トーキョー」(Calling From Tokyo)                                                        | 坂本龍一 アート・リンゼイ ロジャー・トリリング                                                     | 坂本龍一 アート・リンゼイ ロジャー・トリリング                                                     | アルバム『ビューティ』                             | 4:26  |
| 6.        | 「アモーレ」(Amore)                                                                                           | 坂本龍一 アート・リンゼイ ロジャー・トリリング                                                     | 坂本龍一 アート・リンゼイ ロジャー・トリリング                                                     | アルバム『ビューティ』                             | 4:53  |
| 7.        | 「ハートビート (オリジナル・ミックス)」(Heartbeat (Original Mix))                                             | ジェフリー・コーヘン                                                                               | 坂本龍一 富家哲                                                                                    | アルバム『ハートビート』                           | 4:45  |
| 8.        | 「サヨナラ (イングリッシュ・ヴァージョン)」(Sayonara (English Version))                                       | ジェフリー・コーヘン                                                                               | 坂本龍一                                                                                           | シングル『Sayonara』                               | 5:22  |
| 9.        | 「ハイ・タイド (イングリッシュ・ヴァージョン)」(High Tide (English Version))                                  | 坂本龍一 アート・リンゼイ                                                                          | 坂本龍一 アート・リンゼイ                                                                          | アルバム『ハートビート』（海外盤）                 | 4:47  |
| 10.       | 「トゥリストゥ」(Triste)                                                                                      | マルコ・プリンス 坂本龍一                                                                          | マルコ・プリンス 坂本龍一                                                                          | アルバム『ハートビート』                           | 4:23  |
| 11.       | 「クラウド #9」(Cloud #9)                                                                                     | デヴィッド・シルヴィアン 坂本龍一                                                                  | デヴィッド・シルヴィアン 坂本龍一                                                                  | アルバム『ハートビート』（海外盤）                 | 5:17  |
| 12.       | 「ハートビート (クラブ・ミックス)」(Heartbeat (Club Mix))                                                     | 坂本龍一 富家哲 ジェフリー・コーヘン                                                               | 坂本龍一 富家哲 ジェフリー・コーヘン                                                               | リミックス・アルバム『ハートビート〜リミクシーズ』 | 6:05  |
| 合計時間: | 合計時間: | 合計時間:                                                                                          | 合計時間:                                                                                          | 合計時間:                                          | 58:50 |

## リリース履歴
| No. | 日付          | 国名 | レーベル             | 規格 | 規格品番   | 備考                              |
| --- | ------------- | ---- | -------------------- | ---- | ---------- | --------------------------------- |
| 1   | 1998年3月28日 | 日本 | ヴァージン・レコード | CD   | VJCP-51051 | - 初回限定生産 - 日本限定リリース |